# ケベック・ウィンター・カーニバル

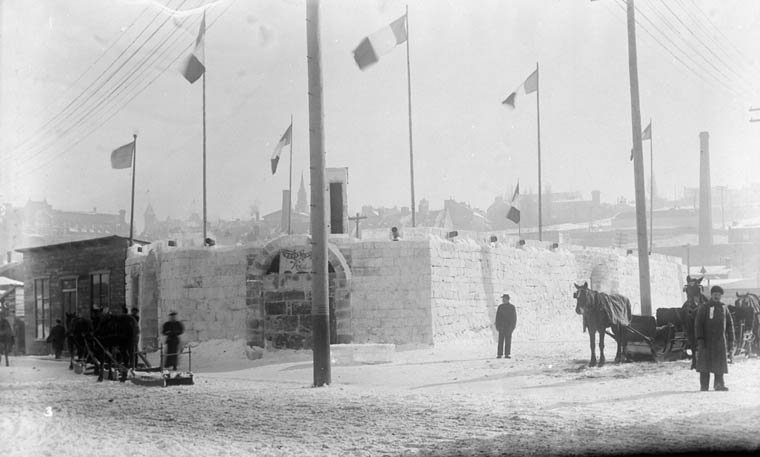
1896年当時のカーニバル

ケベック・ウィンター・カーニバル（仏語：Carnaval de Québec、英語：Québec Winter Carnival）は、毎年1月から2月にかけて、カナダのケベック・シティーで、17日間の日程で行われる雪祭りである。世界最大規模の冬の祭といわれる。
さっぽろ雪まつり、ハルビン氷祭り、そしてこのケベック・ウィンター・カーニバルは、『世界三大雪まつり』と呼ばれている。

## 概要

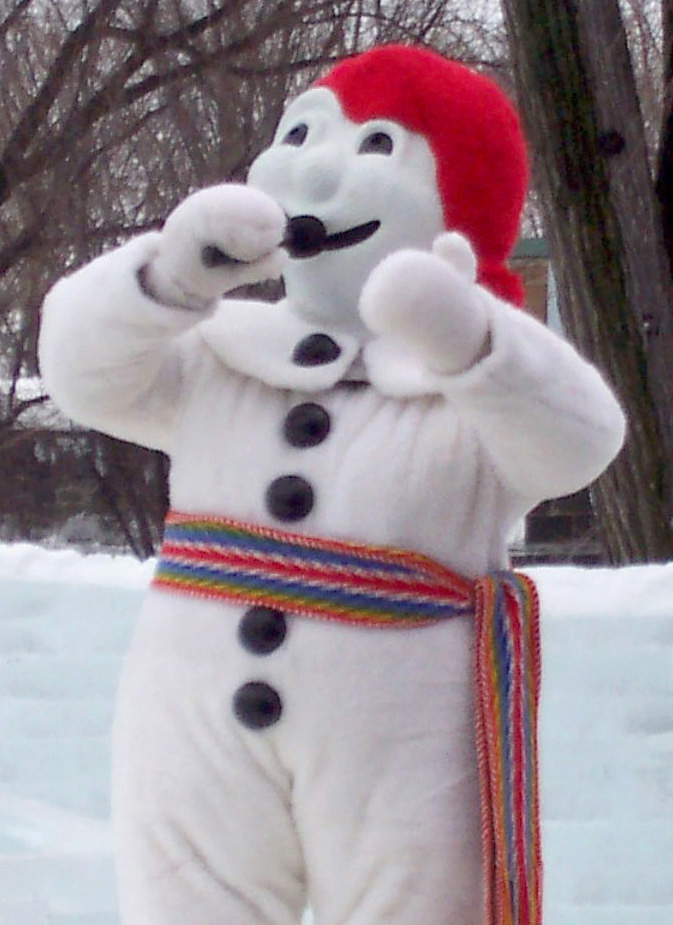
マスコットのボノム

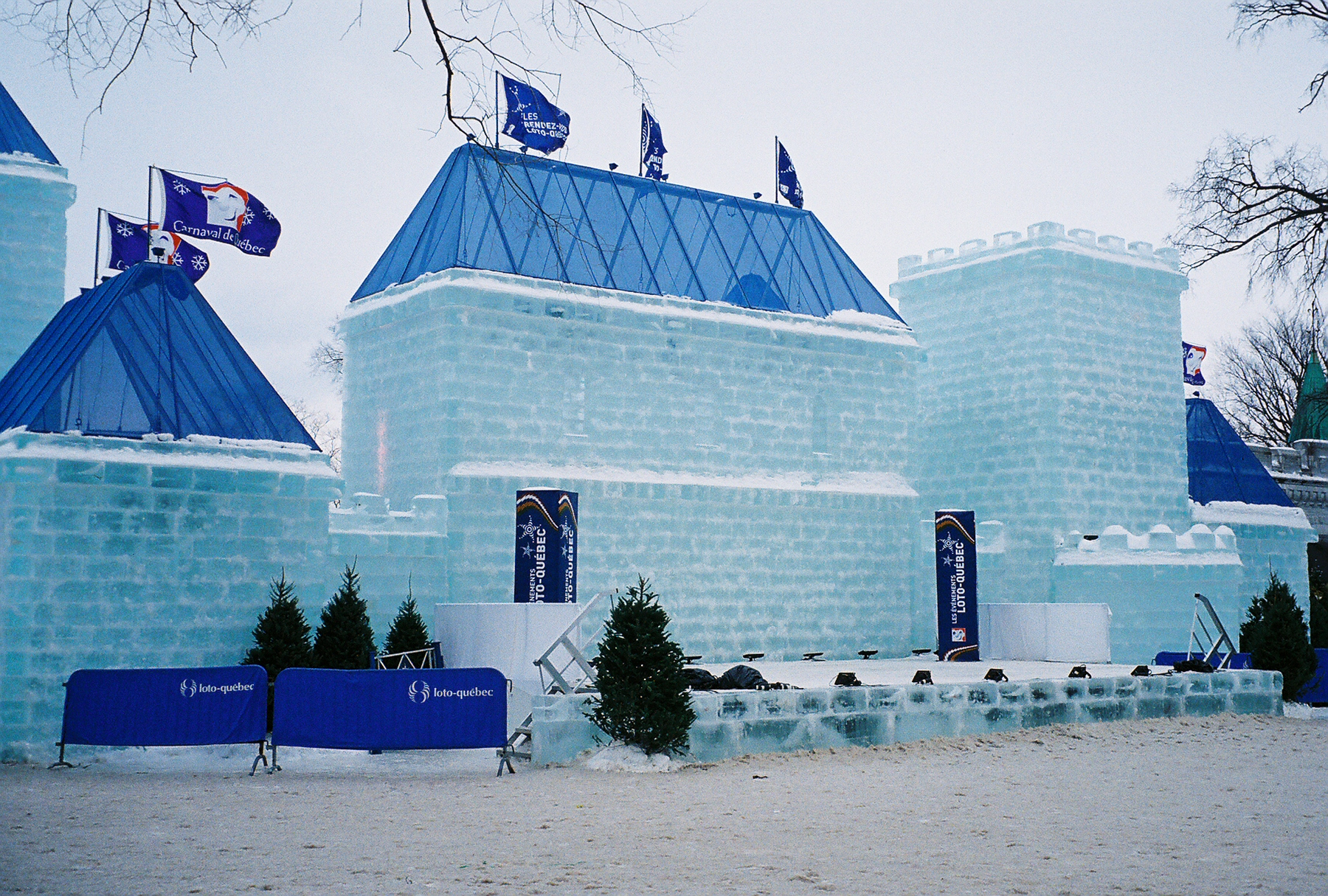
氷の城

元々は1894年に始まったもので、途中、2度の世界大戦や世界恐慌で中断されながらも続けられてきた。1955年に、ケベック市民の手で従来のカーニバルに手が加えられ、現在の形となった。またこの時、マスコットであるボノム（Bonhomme）が誕生した。有名なリオデジャネイロのカーニバル、ニューオーリンズのマルディグラに次ぐ、世界第3位のカーニバルともいわれる。
雪のため、開催前に備品が壊れたり、期間中にも、悪天候のため様々なハプニングがあったりしながらも、現在に至るまで続けられている。マスコットのボノムは、他の国のカーニバルを訪問したり、アイスホッケーの試合の始球式（フェイスオフ）にゲストとして登場したりもしている。
マイナス30度の寒さの中、世界から50近いチームが集まって、それぞれが「自由」をテーマに雪像を製作するのを始め、下記のようななイベントが毎年準備されている。
- 犬ぞりレース：人間が乗ることもできる。
- カヌーレース：半ば結氷したセントローレンス川をカヌーで上るレース
- パレード：雪の女王が選ばれ、イルミネーションで彩られたフロートに乗ってパレードを行う。
- イグルー（イヌイットの氷の住居）の製作実演
- 凍った池での釣り大会
- 水着姿でのバレーボール大会

また、氷の遊園地や氷の城といったアトラクションもある。トナカイやバファローの肉の串焼きやスープが供されたり、メープルシロップの即売が行われたりもする。かつてはバレル・ジャンピング（樽をいくつも並べて、その上を飛び越える）もあり、かなりの観客を集めていた。
アトラクションではないが、祭の時期、ケベックシティーの近郊にアイスホテルが出来るため、祭見物の傍ら、そこを利用する観光客もいる。このホテルにはバーや礼拝堂があり、礼拝堂では結婚式も挙げられる。